# 阎婆惜
阎婆惜，小說《水滸傳》與戲劇《烏龍院》、《活捉三郎》中人物，宋江之妾，后为宋江所杀。

## 相关情节
阎婆惜姿色美豔，聰明伶俐，原为东京開封府人氏，後随父母流落到济州郓城县，並成為郓城县天香楼的頭牌妓女，歌舞辞赋琴棋书画样样精通。其父得病身亡无钱安葬，得到时任郓城县押司的宋江帮助，在母親阎婆的主导下，阎婆惜被作为小妾嫁给宋江。
由于宋江不重女色，成親後完全沒碰過閻婆惜，为阎婆惜所厌。寂寞難耐的阎婆惜勾搭上宋江的同僚，同为押司的張文遠，兩人便開始通姦。其后，劫了生辰纲的晁盖写给宋江的信件及酬谢黄金碰巧为阎婆惜所获，並要脅宋江交出晁蓋給的五十兩黃金不然就報官，但是宋江只收了五兩給不出五十兩，以為宋江藏私的阎婆惜作勢報官之際，被怒到失去理智的宋江杀死。由此犯下人命大罪的宋江，开始了其逃亡生涯。

## 影视形象
- 1961年京剧电影《周信芳的舞台艺术》“下书杀惜”部分：赵晓岚
- 1983年山东版《水浒》：魏慧丽
- 1998年央视版《水浒传》：慕青
- 2011年版《水浒传》：熊乃瑾